# لاركسبور (كولورادو)
لاركسبور (بالإنجليزية: Larkspur, Colorado)‏ هي بلدة تقع في مقاطعة دوغلاس بولاية كولورادو في الولايات المتحدة. تبلغ مساحتها 3.5 (كم²)، وترتفع عن سطح البحر 2050 م، بلغ عدد سكانها 234 نسمة في عام 2000 حسب إحصاء مكتب تعداد الولايات المتحدة وتصل الكثافة السكانية فيها 66.9 نسمة/كم2.

## وصلات خارجية
- Town of Larkspur
- The US50 - Cities and Towns in Colorado State
- Colorado Cities and Towns, Facts, Map, Flag, Colleges, Government, and More